# Marfanův syndrom
Marfanův syndrom (dolichostenomelie) je genetická porucha pojivové tkáně. Syndrom zahrnuje širokou skupinu příznaků, mezi něž patří: vysoká postava, dlouhé tenké končetiny, dlouhé tenké prsty (arachnodaktylie), dislokace oční čočky (ectopia lentis) a anomálie srdce a cév (prolaps mitrální chlopně, aneuryzma aorty, dilatace plicnice).
Jde o autozomálně dominantní dědičné onemocnění, avšak spontánní mutace časté, četnost přibližně 1 : 10 000. Syndromem trpěl například houslista Niccolò Paganini.

## Etiopatogeneze
- dědičná porucha mezenchymu (fibrilinu 1 – úzce spojený s elastinem)
- charakteristické jsou poruchy metabolismu mukopolysacharidů

## Klinický obraz
Mezi charakteristické projevy nemoci patří gracilní (štíhlý či úzký) skelet s výrazně protaženým trupem, nápadně dlouhými prsty rukou i nohou a výrazně protaženou hlavou v předozadním směru (dolichocefalie). Dále to jsou „příznak palce“ (palec přesahující ulnární okraj ruky při prstech sevřených v pěst), „příznak zápěstí“ (při obejmutí zápěstí palec přesahuje ukazovák), hypotonické svalstvo, změklý vazivový aparát (laxicita vazů), který vede ke skolióze, kyfóze a deformitám hrudníku (pectus excavatum / carinatum). Přítomny jsou též hypermobilní klouby, scapulae alatae, genua valga, genua recurvata, pedes planovalgi, habituální subluxace až kloubní luxace, flexní kontraktury PIP, někdy i loketních a kolenních kloubů. Mimo to rovněž oční vady (ectopia lentis, oploštělá rohovka), aneuryzmata aorty (Erdheimova cystická medionekróza), anomálie chrupu, riziko spontánního pneumotoraxu, apikální plicní bublina. Na kůži se mohou tvořit striae atrophicae a rekurentní hernie. Přítomný je též hydroxyprolin v moči.

## Rentgenový obraz
- rozšíření dřeňové dutiny na úkor kompakty
- metakarpy, metatarzy i základní falangy protaženy x střední a distální falangy bývají kratší

## Terapie
- prevence kontraktur cvičením
- výjimečně symptomatická operační léčba (léčení skoliózy a spondylolistézy, reverzní pánevní osteotomie při prostruzi acetabula)
- sledování kardiovaskulárního a plicního postižení, ev. intervence (život ohrožující aneuryzma aorty, spontánní pneumotorax)